# ルイーズ・スタンレー
ルイーズ・スタンレー（Louise Stanley、1915年1月28日 - 1982年12月28日）は、アメリカ合衆国の女優。

## 出演作品
- The Oregon Trail